# Nick Higham
Nicholas John Higham – brytyjski historyk, wykładowca na University of Manchester. Specjalizuje się w dziejach wczesnośredniowiecznych Wysp Brytyjskich.

## Publikacje
- The Northern Counties to AD 1000 Longman, Regional History of England Series, 1986
- Rome, Britain and the Anglo-Saxons Routledge 1992
- The Kingdom of Northumbria AD 350-1100 Sutton, 1993
- The English Conquest: Gildas and Britain in the Fifth Century MUP, 1994
- An English Empire: Bede and the early Anglo-Saxon Kings MUP, 1995
- The Convert Kings: power and religious affiliation in early Anglo-Saxon England MUP 1997
- The Death of Anglo-Saxon England Sutton, 1997
- The Norman Conquest Sutton 1998
- King Arthur: Myth-Making and History Routledge 2002
- A Frontier Landscape: The North-West in the Middle Ages Windgather Press 2004
- (Re-)Reading Bede: The Ecclesiastical History in Context, Routledge 2006